# Norton (Hertfordshire)
Norton – wieś w Anglii, w hrabstwie Hertfordshire, w dystrykcie North Hertfordshire. Leży 24 km na północny zachód od miasta Hertford i 55 km na północ od centrum Londynu.